# ЈС-3
Јосиф Стаљин 3 или скраћено, ЈС-3, совјетски je тенк изграђен за време Другог светског рата. Направљен је као пандан британском тенку Conqeror. Тенк је добио име по совјетском вођи Јосифу Висарионовичу Стаљину. Имао је савршени оклоп, веома добар топ и добре маневарске способности. Остао је у употреби све до краја 70-их година упркос манама које је имао.
У периоду 1945—1946 фабрика Киров у Чељабинску произвела је око 2.300 тенкова ЈС-3. Водећи пројектант тенка ЈС-3 био је М. Ф. Балф.
Тенк је модернизован 1960. године под ознаком ЈС-3М. Добио је нови мотор 54к-ИП, радио станица 10-РЦ-26 је замењен новом радио станицом Р-113, место возача је опремљено уређајем за ноћно осматрање ТВН-2. Повећан је капацитет резервоара.

## Развој
Уместо да се мањим побољшањима отклањају уочени недостаци на тешким тенковима ЈС-1 и ЈС-2, врх Црвене армије одлучио је да је знатно боље развити потпуно нови тешки тенк. Један од главних разлога за такву одлуку било је то што је свака мало већа измена на телу или куполи тенка значила прекид производње на неколико недеља или чак месеци, а то је у ратним условима било тешко прихватљиво. Пројекат новог совјетског тешког тенка покренут је у фабрици Киров у Чељабинску почетком 1944, а у лето исте године добио је службену дозволу и развојну ознаку Кировец-1. Наиме, у марту 1944. спроведено је пробно гађање једног [С-2 из топа ЗЈС-3 калибра 76,2 мм. Иако је то био топ релативно малог калибра, те се гађало с удаљености од 500 до 600 метара, топ је пробио оклоп ЈС-2 чак и са чеоне стране. Гранате које нису успеле пробити оклоп изазвале су тешка оштећења. Како је Пантер користио топ од 75 мм, а Тигар I од 88 мм, знатно веће пробојне моћи од совјетског топа ЗЈС-3, било је јасно да се нешто мора хитно предузети. Прва мера била је промена оклопа на предњем делу тенка ЈС-2. Но, сви предлози промене куполе, посебно њеног дизајна, одбијени су јер би то било значило прекид производње. Уместо тога одлучено је да се покрене пројекат Кировец-1, којим ће се, између осталог, обухватити и развој нове куполе.
Покренута су два пројекта, које су водила два одвојена тима стручњака. Један су тим водили Ј. Y. Котин (вођа тима) и А. С. Ермолаев (главни пројектант), а други Н. Л. Дукхов (вођа тима) и М. Ф. Балђи (главни пројектант). Први је тим свој приједлог темељио на развојним возилима Објект 244, 245 и 248. Главна одлика тих пројеката била је необично решење предњег оклопа тела возила. Он се састојао од две плоче заварене под оштрим углом, који се ширио према остатку тела. То ће се решење после користити на свим совјетским тенковима, од Т-55 па све до Т-80. Совјетски инжењери су то решење назвали „штукин нос“, а на Западу су га звали једноставно „пајк“. У односу на друге тенкове тога доба, који су сви редом користили раван или благо нагнут чеони оклоп, направљен од једне плоче, „штукин нос“ је пружао знатно повећање оклопне заштите. Радио оператер је премештен у куполу како би се место возача могло помакнути у средину возила, одакле је возач имао знатно бољу прегледност. Осим тога, пројектанти су могли још једино редизајнирати предњи део тела у пирамидални облик, код којега је једна страница пролазила тачно испред возача и тиме га додатно штитила јер је тако настала косина изазивала додатно рикошетирање противтенковских пројектила. После ће се на бочне странице додати резервни чланци гусеница и тиме још мало повећати ниво оклопне заштите. Крајњи резултат био је знатно повећање оклопне заштите предњег дела тела и истовремено смањење масе. Пројектанти су одлучили да ће за ЈС-3 радије одабрати заварено него ливено тело, деломично зато што су тако убрзавали саму производњу. Још важнији разлог био је немогућност добивања производних капацитета у ливницама у којима су се производиле куполе за тенкове ЈС-2 и Т-34 (којих никада није било довољно). То и није био тако велик недостатак јер је совјетска тешка индустрија до средине 1944. успела знатно унаприједити процес варења и најтврђег челика, који је омогућавао спајање дебелих плоча.
Други се тим, предвођен Дукховом и Балђијем, више посветио развоју куполе, за коју је одабрао поступак ливења, делимично због једноставности израде, а делимично јер су на располагању имали погоне у којима се производила купола тенка ЈС-2. Посебна пажња је посвећена бољем обликовању куполе како би се смањила висина тенка, повећао нагиб бочних страница, те добило довољно простора за уградњу великог топа Д-25Т калибра 122 мм. Крајњи резултат је била револуционарна округла, или боље речено лоптаста купола, која је само на стражњем делу имала равну плочу, а посади је пружала дотад недостигнут ниво заштите. Наиме, због компактности израде из једног дела, али и закривљености бочних страна, тако израђена купола изазива рикошетирање током удара противтенковског пројектила, који у 99% случајева удара под углом. Дебљина оклопа куполе на основици била је 220 мм, а према врху се смањила на 110 мм, уз истовремено повећање закошења које је пружало додатну заштиту. Због тога је исти принцип обликовања куполе примијењен на тенку Т-55, те се задржао и на наисавременијим руским тенковима. Лоптасти облик куполе донио је још једну предност знатним повећањем корисног простора у куполи на оним местима где је био најпотребнији, уз истовремено смањење укупне величине, а тиме и масе куполе. Смањење масе допустило је пројектантима да повећају дебљину оклопа чеоног дела куполе на 250 мм, што је био велик напредак ако се у обзир узме да је ЈС-2 има дебљину оклопа од само 100 мм.
Оба су пројекта приказана тадашњем министру за тенковску индустрију, В. А. Малишеву. Презентације су обавили особно Котин и Дукхов. Након помног проучавања оба предлога, Малишев је закључио да их треба дорадити тако да се обједине најбоља решења. Наложио је да се на тело првог предлога постави купола другог. Како су прорачуни показали да маса „хибрида“ не би била ништа већа од заданих спецификација, нови је пројект у октобар 1944. добио службену ознаку Објект 703. истог је месеца презентиран заповједнику Црвене армије маршалу Георгију Жукову и начелнику главног штаба маршалу Александру Васиљевском. Презентација новог тенка, посебно решења куполе, толико их је одушевила да су одмах од Стаљина затражили да лично потпише заповест за почетак његове серииске производње, како би се нови тешки тенк совјетске војске нашао у завршним биткама у Немачкој.
Одушевљење високих совјетских официра имало је и те како реалног упоришта јер је по многим техничким решењима Објект 703, или, како ће га ускоро означити, ЈС-3, био знатно напреднији не само од ЈС-2 већ и од Т-34.

## Опис тенка
ЈС-3 је по свим одликама био много напреднији тенк од ЈС-2. Посебно рјешење предњег дијела тијела пружало је знатно већи ниво оклопне заштите за возача него код ЈС-2. Јединим недостатком сматрао се лоше решен поклопац возачког одељка који се отвара надесно. Недостатак је био што су пројектанти, због недовољног простора испред возача, његов перископ уградили у поклопац. Да би отворио поклопац, возач је прво морао макнути перископ. Осим што то баш и није била лака операција у оштрим руским зимама, кад би се перископ често смрзнуо и додатно причврстио за поклопац, његово стално мицање доводило је до повећаног броја оштећења. Уз то, возач је кроз перископ имао јако ограничено поље вида директно испред возила, без могућности мотрења бочних страна. Иако се то можда не чини важним кад се возите у тенку масе 46,5 тона, ипак није тако јер су возачи, не могавши тачно одредити ширину тенка, запињали за дрвеће или објекте, или чак слијетали с пута. Осим тога, свако нежељено запињање за неки чврсти објект могло је довести до пуцања или смицања гусјенице, што би неминовно изазвало заустављања тенка повећало могућност његова уништавања.

### Ватрена моћ
ЈС-3 је од свог претходника наслиједио топ Д-25Т калибра 122 мм с гасном кочницом. За разлику од куполе тенка ЈС-2, која је пројектована за уградњу топа С-18 калибра 85 мм, па је уградња Д-25 довела до дестабилизације куполе, код ЈС-3 пројектанти су од почетка куполу прилагодили уградњи топа калибра 122 мм, прилагодивши је обликом и величином. Поткрај 1944. и почетком 1945. године, Д-25Т је био један од наисавременијих тенковских топова. Користио је полуатоматски принцип рада који је у случају ЈС-3 омогућавао брзину паљбе од две до три гранате у минути. Иако је унутрашњост куполе ЈС-3 у односу на ЈС-2 знатно повећана, ипак је задржан исти борбени комплет од само 28 граната. Распоред комплета био осамнаест разорних и десет пробојних граната. То значи да су совјетски планери почетком 1945. закључили да је немачка војна индустрија пред колапсом те да ће Шчуке (како су их прозвали совјетски војници) више времена проводити у борби против пешадије и других „меканих“ циљева него у окршајима са тенковима. На куполу је постављена тешки митраљез ДШК калибра 12,7 мм, а уз топовску цев спрегнути митраљез калибра 7,62 мм.

### Покретљивост
Осим топа, ЈС-3 је од ЈС-2 наследио и дизел-мотор В-2ис снаге 520 КС, што је било довољно за скромну максималну брзину од 40 km/h. Пројектанти су се знатно више бринули о аутономији па су тенк опремили резервоарима укупне запремине 450 литара. Два су спремника поставили у унутрашњост тела, бочно у односу на мотор. Додатна четири цилиндрична спремника, у ствари металне бачве, постављени су на стражњи део тенка, по два на сваки бок. Сваки је носио 90 литара, а били су спојени с унутрашњим резервоарима. У случају изненадног напада или запаљења тенка, ти допунски спремници су се могли одбацити. То је било још једно решење које ће пројектанти тенкова применити на све послератне совјетске тенкове, с том променом што ће допунске спремнике преместити на сам крај возила.

## Оперативна употреба
Прва пробна серија ЈС-3 тешких тенкова довршена је, упркос свим пожуривањима из врха Црвене армије, тек средином маја 1945. Иако неки западни извори наводе да су коришћени у борбама на самом крају борби у Европи током Другог светског рата ни један совјетски извор то не потврђује. Упитно је такође да ли су ЈС-3 послати на Далеки исток у борбе против јапанских снага такође тамо стигли пре окончања сукоба. Црвена армија је за деловање на Далеком истоку, прецизније у Манџурији, предвидела један тенковски пук опремљену тенковима ЈС-3. Наводно су први примерци на ратиште стигли у августу 1945. па су теоретски огли учествовати у неким биткама.
Приче о борбеној употреби тешких тенкова ЈС-3 у задњим борбама у Немачкој јавиле су се након победничке параде, која је 7. септембра 1945. одржана у Берлину. Након дефилеа совјетских, француских, британских и америчких пешадијских и падобранских јединица дошао је ред на приказ оклопних возила. На челу колоне била су 32 америчка тенка М24 Чефи и 16 оклопних транспортера М8. Потом су ишла француска оклопна возила, а потом 24 британска тенка Комет и 30 оклопних аутомобила, све већ виђено много пута. А онда су се, на велико изненађење западних официра, појавила 52 потпуно нова ЈС-3. Појава новога совјетског тешког тенка, и то тако напредне конструкције, била је прави шок за Савезнике. Тенкови су припадали 71. гардијској тешкој тенковској бригади, која је у историји остала упамћена као прва јединица која се сукобила с немачким тешким тенковима Тигар II.
Занимљиво је да је совјетска јавност први пут имала прилику видети ЈС-3 на војној паради тек 7. новембра 1946. Разлог није био политичке природе (скривање од јавности), већ чињеница да су сви до тада произведени ЈС-3 послани у источну Немачку (која ће постати ДДР) као противтежа савезничким снагама које су окупирале западни део Немачке (који ће постати Западна Немачка). У то време, западни аналитичари су сматрали да је ЈС-3 најбољи тенк на свету и да они у свом наоружању немају ништа што би му могло парирати, па је стално пристизање нових количина код савезничких заповедника уносило поприличан немир. ЈС-3 се производио до средине 1946. и дотад је захуктала совјетска тешка индустрија успела произвести 2311 комада, што је по западним аналитичарима било више него довољно да свлада западне снаге. Амерички М4 Шерман имао је масу од 30 тона и топ калибра 75 мм, а британски Комет масу од 33 тоне и топ калибра 77 мм. Оба тенка су уз то концепцијски била знатно лошије решење од ЈС-3.
Оно што западни аналитичари нису знали било је то да се совјетски војни врх није баш превише поуздавао у ЈС-3. Проблем је био у њиховој хроничној непоузданости, наслеђеној још од ЈС-1 и ЈС-2, која током рата није могла бити отклоњена. Највише је проблема било с преслабим мотором В-2ЈС снаге 520 КС који је често морао да ради пуном снагом па се због тога често кварио. Осим тога, примарни циљ совјетске војне индустрије током Другог светског рата био је произвести што више оружја, у овом случају тенкова, а квалитет је био мање важан. Тако је и квалитет мотора био врло слаб. Ништа боље није било ни с трансмисијом, која се кварила једнако често као и мотор. Због сталног пожуривања из врха Црвене армије први ЈС-3 патили су и од озбиљних недостатака на телу и куполи.
Због тога је већ 1946. Црвена армија основала посебну комисију која се бавила једино утврђивањем свих недостатака на ЈС-3 и проналажењем решења за њихово отклањање и даљње побољшање тенка. Комисија је на крају предложила програм УКН (Устранение Конструктивникх Недостатков). На основи УКН-а од 1948. до 1952. сви произведени ЈС-3 прошли су процес модернизације. Уграђени су поново произведени мотори и мењачи знатно вишег квалитета, промењена је конструкција квачила и преносника. Неки извори наводе да су нови мотори имали снагу 600 КС. Постављене су и нове, јаче гусенице. Замењен је и радио 10-РК знатно модернијим 10-РТ. Негативна страна модернизације била је повећање масе на 48,8 тона. Како (вероватно) нису уграђивани јачи већ само квалитетнији мотори повећање масе значило је ново повећање оптерећења, па је проблем с непоузданошћу мотора остао на скоро истом нивоу.
Крајем педесетих година 20. века, сви ЈС-3 су послани на модернизацију након чега би добили ознаку ЈС-3М. Уграђени су системи за ноћно осматрање и тешки митрљаљез СШКМ калибра 12,7 мм. Највећа измена била је уградња мотора В-54К-ис с тенка Т-54. И нови мотор је имао снагу од 520 КС, али је сматран знатно поузданијим од старог В-2ис. Иако су ЈС-3М по борбеним могућностима тек нешто слабији од тада најсавременијег совјетског тенка Т-54/55 и на нивоу могућности већине Западних, Црвена армија је одлучила да пошаље све ЈС-3 у резерву.
Совјетски ЈС-3 су ипак коришћени у операцијама, јер су јединице опремљене њима учествовале у гушењу револуција у Мађарској (1956) и Чехословачкој (1968).
ЈС-3 је одабран и за наоружавање нових европских савезничких држава. Тако су већ 1946. два примерка послата новонасталој пољској војсци, која је након испитивања ипак одлучила да их не купи. Један је тенк послан и чехословачкој војсци, с истим резултатом. Знатно већи купац била је кинеска војска, која је наводно добила 100 ЈС-3, али тек након окончања Корејског рата.
Крајем педесетих година 20. века, сто ЈС-3 је купила и египатска војска. Први египатски ЈС-3 приказан је на војној паради 23. јуна 1956, али је већина испоручена у раздобљу од 1962. до 1967. године. Разлог за одлагање испоруке био је што су сви египатски тенкови пре испоруке прошли модернизацију па су заправо испоручени као ЈС-3М. Ипак су стигли на време да се укључе у Шестодневни рат. У том су рату египатски ЈС-3М остварили знатне борбене успехе и показали се као достојни противници израелским тенковима западне производње. Заправо се показало да добро обучена и довољно храбра посада ЈС-3М може уништити било који тенк. Тако је једна посада успела сама да уништи неколико противничких тенкова. Проблем је био што велика већина египатских посада није била ни добро обучена ни довољно храбра да до краја искористи борбене могућности својих тенкова. У отвореним пустињским теренима проблем је био премала брзина ЈС-3 који није могао тако брзо да мења положај као израелски тенкови. Неколико тенкова је уништено или онеспособљено храбрим акцијама израелских војника који су убацивали ручне бомбе кроз отворене поклопце на куполи које су посаде отварале како би смањиле температуру у унутрашњости. На крају рата израелска војска је успела да зароби 73 ЈС-3, који су били или лакше оштећени или потпуно исправни. Након модернизације и уградње нових мотора (узетих с заробљених или уништених тенкова Т-55) израелска војска је своје ЈС-3 успешно користила током седамдесетих година 20. века.